# Doris Eaton Travis
Doris Eaton Travis (14 de marzo de 1904 - 11 de mayo de 2010) fue una actriz teatral y cinematográfica estadounidense, además de instructora de baile y autora. Fue la última de las supervivientes Chicas Ziegfeld.
Travis se inició como actriz teatral siendo niña, debutando en el circuito de Broadway a los 13 años de edad. Un año después, en 1918, pasó a ser la más joven artista en trabajar para el espectáculo Ziegfeld Follies. A lo largo de las décadas de 1920 y 1930 siguió actuando en el teatro y en el cine mudo, y en 2010 era, junto a Miriam Seegar y Barbara Kent, una de las últimas actrices no infantiles supervivientes de la época del cine mudo. 
Cuando su carrera como intérprete declinaba, inició una segunda carrera como instructora de baile de los Estudios de Danza Arthur Murray y como presentadora de televisión en Detroit. Su asociación con Arthur Murray duró tres décadas, durante las cuales ella consiguió llegar a dirigir una cadena de casi veinte escuelas. Tras retirarse de la enseñanza se dedicó, junto a su marido, a la dirección de un rancho de caballos, volviendo a retomar sus estudios y consiguiendo varios títulos.
En sus últimos años Travis había vuelto a la vida pública. Como última Chica Ziegfeld viva, apareció en varios libros y documentales sobre las Ziegfeld Follies y sus otras actividades teatrales. Eaton Travis también volvió al teatro en galas benéficas de la organización Broadway Cares/Equity Fights AIDS.

## Primeros años

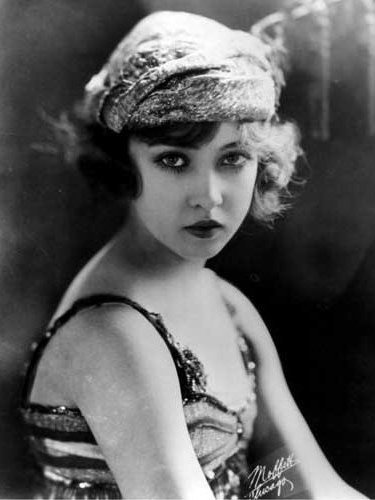
Doris Eaton Travis en su juventud

Nacida en Norfolk (Virginia), en el seno de una familia de siete hermanos, sus padres eran Mary y Charles Eaton, y se educó en la ciencia cristiana. Eaton empezó a estudiar danza en Washington D. C., junto a sus hermanas Mary y Pearl Eaton, con cuatro años de edad. En 1911 las tres hermanas actuaron en una producción de la obra de Maurice Maeterlinck El Pájaro Azul, representada en el Teatro Shubert Belasco de Washington. Aunque Eaton tenía un papel menor en el show, este marcó el inicio de su carrera en el teatro profesional.
Tras El Pájaro Azul, las tres hermanas Eaton y su hermano Joe empezaron a actuar en varias obras y melodramas para la Compañía Poli Stock, consiguiendo con rapidez una buena  reputación por su profesionalidad y versatilidad, motivo por el cual rara vez se encontraron sin trabajo.
En 1915 las tres hermanas actuaron en una nueva producción de El Pájaro Azul para Poli. Doris y Mary obtuvieron los papeles protagonistas de Mytyl y Tyltyl. Posteriormente repitieron su actuación en una gira de la obra por Nueva York y otras localidades producida por los hermanos Shubert. Cuando finalizó el show, Doris y su hermano Charles, que también había entrado en el mundo del espectáculo, retomaron su trabajo con Poli actuando juntos en su primer show en Broadway, Mother Carey's Chickens, representado en el Teatro Cort. A fin de que los hermanos pudieran continuar con sus carreras teatrales, toda la familia Eaton se mudó a la ciudad de Nueva York.

## Años en lasZiegfeld Follies
En 1918 Pearl Eaton era bailarina y ayudante del director en las Ziegfeld Follies. Las Follies eran una serie de elaboradas revistas musicales representadas en el circuito de Broadway, en Nueva York, desde 1907 a 1931.  Inspiradas por el Folies Bergère de París, las Follies fueron concebidas y montadas por Florenz Ziegfeld. Cuando Doris acompañó a Pearl a un ensayo, el supervisor de baile Ned Wayburn la vio y la contrató para que hiciera un papel en la gira veraniega que la compañía llevó a cabo en 1918.
El día en que acabó el Octavo Grado, Doris empezó a ensayar para convertirse en una Chica Ziegfeld y actuar en las Follies. Para esquivar las leyes sobre el trabajo infantil y la atención de la Sociedad Neoyorquina para la Prevención de la Crueldad a la Infancia, ella actuó bajo los nombres artísticos de "Doris Levant" y "Lucille Levant". En cuanto cumplió los dieciséis años, empezó de nuevo a utilizar su verdadero nombre.
Eaton Travis estuvo varios años asociada a Ziegfeld, actuando en las ediciones de 1918, 1919 y 1920 de las Ziegfeld Follies, así como en la de 1919 de Midnight Frolics. Ella fue la suplente de la estrella Marilyn Miller. Doris no fue el único miembro de la familia Eaton en prosperar en el show: en 1922, Mary, Pearl, Doris, Joe y Charlie habían actuado en alguna de las ediciones de las Follies. La última actuación de Doris en las Follies tuvo lugar en 1920.
Eaton Travis debutó en el cine a los 17 años de edad en el drama romántico de 1921 At the Stage Door, junto a la estrella del cine mudo Billie Dove. Su carrera floreció en la década de 1920 e inicios de la de 1930. Otro film en el que actuó fue Tell Your Children, dirigido por Donald Crisp. En esos años actuó en otros cinco espectáculos en Broadway y bailó en la Hollywood Music Box Revue y las Gorham Follies, en Los Ángeles y en el Hollywood Club de Nueva York.
Mientras actuaba en la Hollywood Music Box Revue, Eaton Travis interpretó dos importantes canciones, ambas compuestas por Nacio Herb Brown: "Singin' in the Rain" y "The Doll Dance." Doris fue la letrista de la última de ellas, pero no recibió el debido crédito. 
A los 18 años Doris Eaton se casó con Joe Gorham, productor de las Gorham Follies. La unión duró seis meses, finalizando con la muerte de Gorham por un ataque cardiaco.

## Segunda y tercera carreras
Travis actuó por última vez en Broadway en 1935, en la obra Merrily We Roll Along, representada en el Teatro Music Box. Su carrera, al igual que la de sus hermanos, declinó en la década de 1930. Por esa razón volvió al teatro de repertorio representado en Long Island, y tuvo también un breve, aunque poco fructífero, período trabajando en el género del vodevil junto a su hermano Charlie.
En 1936 fue contratada por los Estudios de Danza de Arthur Murray en Nueva York como profesora de claqué. Permaneció en dicha compañía por un período de 32 años, llegando a poseer un total de 18 estudios Arthur Murray en Míchigan. Además, fue la autora de una columna periodística dedicada al baile y publicada en el Detroit News bajo el título de "On Your Toes", y presentó un programa televisivo local durante siete años. Uno de sus alumnos, el inventor e ingeniero Paul Travis, se convirtió en su marido tras 11 años de noviazgo. El matrimonio duró más de cincuenta años, hasta la muerte de Paul, ocurrida en el año 2000. No tuvieron hijos.
Tras retirarse como profesora de danza en 1968, Eaton Travis y su marido se mudaron a Norman (Oklahoma), donde poseyeron un rancho. La finca, que inicialmente tenía 220 acres, creció hasta los 880 acres, y buena parte de los caballos criados en la misma tuvieron buenos resultados en las carreras. El rancho fue dirigido por Eaton Travis hasta 2008.

## Últimos años

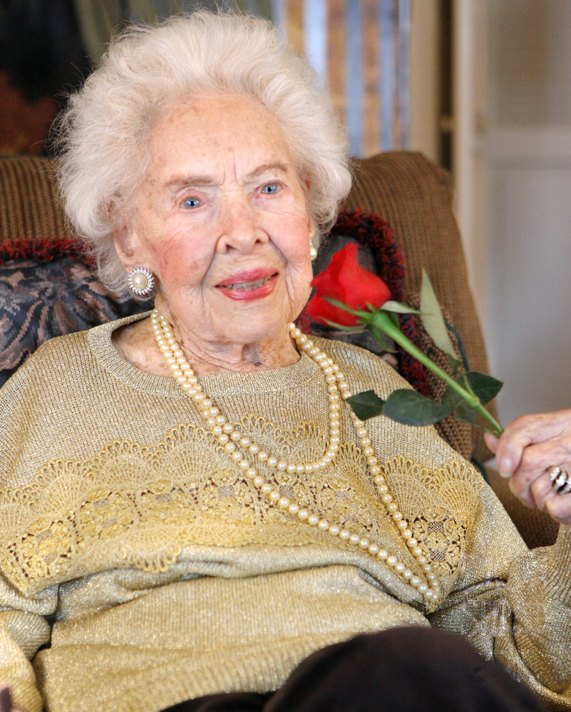
Doris Eaton Travis en abril de 2010, a los 106 años de edad

En 1992, con 88 años de edad, Eaton Travis se graduó cum laude en la Universidad de Oklahoma, y en 2004, con 100 años, recibió un doctorado honorario de manos de la Universidad de Oakland. 
En 1998, Eaton Travis volvió a Broadway y al Teatro New Amsterdam, el mismo local en el que ella había actuado por vez primera vez en 1918, a fin de participar en la Easter Bonnet Competition, un acto organizado por la Broadway Cares/Equity Fights AIDS. Ella siguió actuando en la producción casi todos los años, a menudo con interpretaciones de sus viejos bailes. En 1999 hizo su primera actuación cinematográfica en más de 65 años, con un pequeño papel en Man on the Moon, film de Jim Carrey.
Eaton Travis actuó en varios documentales y entrevistas sobre las Ziegfeld Follies y sus hermanos y colegas, y publicó en 2003 una autobiografía e historia familiar titulada The Days We Danced.
Doris Eaton Travis falleció a causa de un aneurisma el 11 de mayo de 2010 en el Municipio de Commerce (Míchigan). El 12 de mayo las luces de Broadway se atenuaron en su honor. Fue enterrada en el Cementerio Guardian Angel de Rochester (Míchigan).